# Leone d'oro al miglior film
Il Leone d'oro al miglior film della Mostra internazionale d'arte cinematografica di Venezia viene assegnato annualmente al film votato come migliore.
Prima del 1942, la "Coppa Mussolini" era "doppia" (miglior film italiano e miglior film straniero). I festival dal 1940 al 1942 non si svolsero nella città lagunare e per questo motivo non sempre vengono riconosciuti; i film vincitori di quelle tre edizioni furono comunque premiati con la "Coppa Mussolini".
Per quel che riguarda i "buchi" dell'elenco: la Mostra del 1946 e i relativi premi non sono da includere nel conteggio ufficiale delle edizioni, dal 1969 al 1972 la Mostra si svolse senza assegnazione di premi a causa delle contestazioni politiche del periodo, in particolare legate al clima del '68. Nel 1973 non venne organizzata, mentre nel 1974, 1975 e 1976 si tenne solo una sezione "cinema" nell'ambito della Biennale. Negli anni 1977 e 1978 furono organizzate solo retrospettive cinematografiche sempre nell'ambito della Biennale. Nel 1979 la Mostra tornò ad essere organizzata ma senza assegnare premi.

## Albo d'oro

### Anni 1940
- 1947: Sirena (Siréna), regia di Karel Steklý  ·   Cecoslovacchia
- 1948: Amleto (Hamlet), regia di Laurence Olivier  ·   Regno Unito
- 1949: Manon, regia di Henri-Georges Clouzot  ·   Francia

### Anni 1950
- 1950: Giustizia è fatta (Justice est faite), regia di André Cayatte  ·   Francia
- 1951: Rashomon (Rashômon), regia di Akira Kurosawa  ·   Giappone
- 1952: Giochi proibiti (Jeux interdits), regia di René Clément  ·   Francia
- 1953: non assegnato
- 1954: Giulietta e Romeo, regia di Renato Castellani  ·   Italia
- 1955: Ordet - La parola (Ordet), regia di Carl Theodor Dreyer  ·   Danimarca
- 1956: non assegnato
- 1957: Aparajito, regia di Satyajit Ray  ·   India
- 1958: L'uomo del riksciò (Muhomatsu No Issho), regia di Hiroshi Inagaki  ·   Giappone
- 1959
  - La grande guerra, regia di Mario Monicelli  ·   Italia
  - Il generale Della Rovere, regia di Roberto Rossellini  ·   Italia

### Anni 1960
- 1960: Il passaggio del Reno (Le passage du Rhin), regia di André Cayatte  ·   Francia
- 1961: L'anno scorso a Marienbad (L'année dernière à Marienbad), regia di Alain Resnais  ·   Francia
- 1962
  - Cronaca familiare, regia di Valerio Zurlini  ·   Italia
  - L'infanzia di Ivan (Ivanovo Detstvo), regia di Andrej Tarkovskij  ·   Unione Sovietica
- 1963: Le mani sulla città, regia di Francesco Rosi  ·   Italia
- 1964: Deserto rosso, regia di Michelangelo Antonioni  ·   Italia
- 1965: Vaghe stelle dell'Orsa..., regia di Luchino Visconti  ·   Italia
- 1966: La battaglia di Algeri, regia di Gillo Pontecorvo  ·   Italia/ Algeria
- 1967: Bella di giorno (Belle de jour), regia di Luis Buñuel  ·   Francia
- 1968: Artisti sotto la tenda del circo: perplessi (Die Artisten in der Zirkuskuppel: ratlos), regia di Alexander Kluge  ·   Germania Ovest

### Anni 1980
- 1980
  - Atlantic City, U.S.A., regia di Louis Malle  ·   Canada/ Francia
  - Una notte d'estate - Gloria (Gloria), regia di John Cassavetes  ·   Stati Uniti
- 1981: Anni di piombo (Die bleierne Zeit), regia di Margarethe von Trotta  ·   Germania Ovest
- 1982: Lo stato delle cose (Der Stand der Dinge), regia di Wim Wenders  ·   Germania Ovest
- 1983: Prénom Carmen (Prénom Carmen), regia di Jean-Luc Godard  ·   Francia
- 1984: L'anno del sole quieto (Rok spokojnego słońca), regia di Krzysztof Zanussi  ·   Polonia
- 1985: Senza tetto né legge (Sans toit ni loi), regia di Agnès Varda  ·   Francia
- 1986: Il raggio verde (Le rayon vert), regia di Éric Rohmer  ·   Francia
- 1987: Arrivederci ragazzi (Au revoir les enfants), regia di Louis Malle  ·   Francia
- 1988: La leggenda del santo bevitore, regia di Ermanno Olmi  ·   Italia
- 1989: Città dolente (Beiqing chengshi), regia di Hou Hsiao-hsien  ·   Taiwan

### Anni 1990
- 1990: Rosencrantz e Guildenstern sono morti (Rosenkrantz And Guildenstern Are Dead), regia di Tom Stoppard  ·   Regno Unito
- 1991: Urga - Territorio d'amore (Urga), regia di Nikita Mikhalkov  ·   Unione Sovietica
- 1992: La storia di Qiu Ju (Qui Ju da guansi), regia di Zhang Yimou  ·   Cina
- 1993
  - America oggi (Short Cuts), regia di Robert Altman  ·   Stati Uniti
  - Tre colori - Film blu (Trois couleurs: Bleu), regia di Krzysztof Kieślowski  ·   Francia/ Polonia
- 1994
  - Vive l'amour (Aiqing Wansui), regia di Tsai Ming-liang  ·   Taiwan
  - Prima della pioggia (Pred doždot), regia di Milčo Mančevski  ·   Macedonia del Nord
- 1995: Cyclo (Xich-lo), regia di Tran Anh Hung  ·   Vietnam/ Francia
- 1996: Michael Collins, regia di Neil Jordan  ·  Stati Uniti/ Irlanda
- 1997: Hana-bi - Fiori di fuoco (Hana-bi), regia di Takeshi Kitano  ·   Giappone
- 1998: Così ridevano, regia di Gianni Amelio  ·   Italia
- 1999: Non uno di meno (Yi ge dou bu neng shao), regia di Zhang Yimou  ·   Cina

### Anni 2000
- 2000: Il cerchio (Dayereh), regia di Jafar Panahi  ·   Iran
- 2001: Monsoon Wedding - Matrimonio indiano (Monsoon Wedding), regia di Mira Nair  ·   India
- 2002: Magdalene (The Magdalene Sisters), regia di Peter Mullan  ·   Regno Unito/ Irlanda
- 2003: Il ritorno (Vozvraščenie), regia di Andrej Petrovič Zvjagincev  ·   Russia
- 2004: Il segreto di Vera Drake (Vera Drake), regia di Mike Leigh  ·   Regno Unito
- 2005: I segreti di Brokeback Mountain (Brokeback Mountain), regia di Ang Lee  ·   Stati Uniti
- 2006: Still Life (Sanxia haoren), regia di Jia Zhangke  ·   Cina
- 2007: Lussuria - Seduzione e tradimento (Se, jie), regia di Ang Lee  ·   Stati Uniti/ Hong Kong/ Taiwan
- 2008: The Wrestler, regia di Darren Aronofsky  ·   Stati Uniti
- 2009: Lebanon, regia di Samuel Maoz  ·   Israele

### Anni 2010
- 2010: Somewhere, regia di Sofia Coppola  ·   Stati Uniti
- 2011: Faust, regia di Aleksandr Sokurov  ·   Russia
- 2012: Pietà (Pieta), regia di Kim Ki-duk  ·   Corea del Sud
- 2013: Sacro GRA, regia di Gianfranco Rosi  ·   Italia
- 2014. Un piccione seduto su un ramo riflette sull'esistenza (En duva satt på en gren och funderade på tillvaron), regia di Roy Andersson  ·   Svezia
- 2015: Ti guardo (Desde allá), regia di Lorenzo Vigas  ·   Venezuela/ Messico
- 2016: The Woman Who Left - La donna che se ne è andata (Ang babaeng humayo), regia di Lav Diaz  ·   Filippine
- 2017: La forma dell'acqua - The Shape of Water (The Shape of Water), regia di Guillermo del Toro  ·   Stati Uniti
- 2018: Roma, regia di Alfonso Cuarón  ·   Messico
- 2019: Joker, regia di Todd Phillips[2]  ·   Stati Uniti

### Anni 2020
- 2020: Nomadland, regia di Chloé Zhao[3]  ·   Stati Uniti
- 2021: La scelta di Anne - L'Événement (L'Événement), regia di Audrey Diwan[4]  ·   Francia
- 2022: Tutta la bellezza e il dolore - All the Beauty and the Bloodshed, regia di Laura Poitras  ·   Stati Uniti
- 2023: Povere creature! (Poor Things), regia di Yorgos Lanthimos  ·   Regno Unito/ Irlanda/ Stati Uniti
- 2024: La stanza accanto (The Room Next Door), regia di Pedro Almodóvar  ·   Spagna

## Plurivincitori
A oggi quattro registi hanno vinto due volte il Leone d'oro:
- André Cayatte (1950, 1960)  Francia
- Louis Malle (1980, 1987)  Francia
- Zhang Yimou (1992, 1999)  Cina
- Ang Lee (2005, 2007)  Taiwan